# Parc de Karlova
Le parc Karlova (estonien : Karlova park) ou parc du manoir de Karlova (estonien : Karlova mõisa park) est un parc du quartier Karlova de Tartu en Estonie.

## Présentation
Le parc est situé entre le manoir de Karlova et le lycée de Karlova. 
Il est entouré des rues Pargi tänav, Kalevi tänav et Salme tänav.
Le parc a été nommé en 1810. La carte de 1839 montre un parc avec des formes géométriques, la carte de 1898 montre un parc de forme libre. 
En 1928, le manoir de Karlova et le parc sont achetés par la ville de Tartu. 
En 1930-1932, le parc a été rénové sous la direction d'Arnold Matteus, principalement les chemins et l'inventaire du parc ont été renovés. 
Le parc est planté principalement de tilleuls.
Le parc de Karlova est protégé depuis 1997.

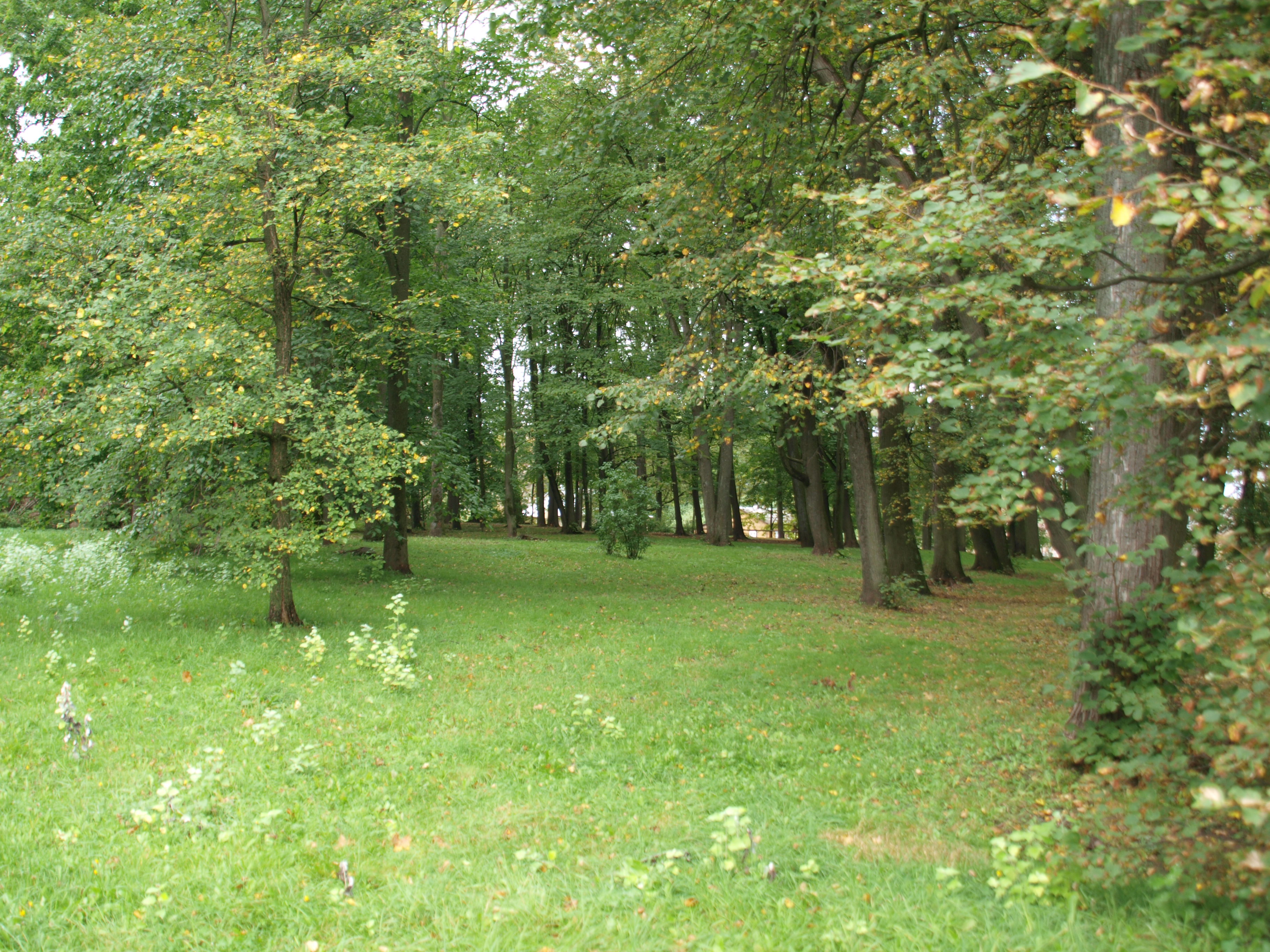
Le parc.